# Шелеховское муниципальное образование (Тайшетский район)
Шелеховское муниципальное образование — муниципальное образование со статусом сельского поселения в 
Тайшетском районе Иркутской области России. Административный центр — поселок Шелехово.

## Демография
По результатам Всероссийской переписи населения 2010 года 
численность населения муниципального образования составила 1768 человек, в том числе 678 мужчин и 1090 женщин.

## Населённые пункты
В состав муниципального образования входят населённые пункты
- Шелехово
- Ингашет
- Сергина
- Старошелехова[2]